# Sakae Takahashi
Sakae Takahashi (高橋 栄, Takahashi Sakae) est un footballeur international japonais. Il évoluait au poste de défenseur.

## Carrière
Sakae Takahashi, joueur de l'Osaka Soccer Club, compte une unique sélection en équipe nationale japonaise. Il joue le 20 mai 1925 pour le compte des Jeux de l'Extrême-Orient contre la Chine, vainqueur sur le score de 2-0.